# Подосокорский, Николай Николаевич
Никола́й Никола́евич Подосоко́рский (род. 11 августа 1984, Парфино, Новгородская область) — российский литературовед, литературный критик, историк культуры. Специалист по творчеству Ф. М. Достоевского и русской литературе XIX—XXI веков. Кандидат филологических наук. Старший научный сотрудник Научно-исследовательского центра «Ф. М. Достоевский и мировая культура» ИМЛИ РАН. Первый заместитель главного редактора журнала «Достоевский и мировая культура. Филологический журнал» ИМЛИ РАН. Автор более 170 научных работ.

## Биография
В 2001 году окончил среднюю общеобразовательную школу посёлка Парфино с золотой медалью. Печататься начал с 16 лет; первая публикация вышла в альманахе «Достоевский и мировая культура» (главный редактор — К. А. Степанян) в 2001 году. В 2006 году с отличием окончил кафедру всеобщей истории исторического факультета Новгородского государственного университета им. Ярослава Мудрого по специальности «История». Учился у историков Ю. Б. Циркина, И. В. Пьянкова, С. Н. Азбелева, М. Н. Петрова, Б. Д. Ершевского, С. Г. Десятскова.
В 2007—2008 годы работал преподавателем в НовГУ им. Ярослава Мудрого. В 2009 году окончил очную аспирантуру при кафедре зарубежной литературы филологического факультета Гуманитарного института НовГУ; в этом же году защитил в НовГУ диссертацию на соискание учёной степени кандидата филологических наук по специальности «русская литература» по теме «Наполеоновская тема в романе Ф. М. Достоевского „Идиот“» (научный руководитель — доктор филологических наук, профессор В. В. Дудкин). Затем работал ведущим научным сотрудником Фонда содействия изучению истории цивилизации «Вехи Эпох». Также работал научным сотрудником в Новгородском государственном объединённом музее-заповеднике. В 2011—2014 годах главный редактор сборника материалов международных старорусских чтений «Достоевский и современность» Новгородского музея-заповедника.
В марте 2011 — январе 2018 года руководитель отдела продвижения в социальных медиа в SMM-агентстве «Green». С февраля 2018 по декабрь 2020 года советник при ректорате в НовГУ имени Ярослава Мудрого. С февраля 2020 года первый заместитель главного редактора научного журнала «Достоевский и мировая культура. Филологический журнал» ИМЛИ РАН. С января 2021 по март 2022 года помощник ректора НовГУ им. Ярослава Мудрого. С сентября 2021 года старший научный сотрудник Научно-исследовательского центра «Ф. М. Достоевский и мировая культура» ИМЛИ РАН.

## Научная деятельность
Автор более 170 научных работ (статей, рецензий, предисловий, комментариев к научным изданиям, обзоров и пр.), опубликованных в ведущих научных изданиях: в альманахах Российского общества Достоевского, коллективных трудах ИМЛИ РАН, сборнике «Достоевский: Материалы и исследования» Пушкинского Дома РАН, журналах «Вопросы литературы», «Новый мир», «Studia Litterarum», «Известия РАН. Серия литературы и языка», «Вестник Московского университета. Серия 9. Филология», «Наука телевидения», «Литературный факт», «Текст. Книга. Книгоиздание», «Литературоведческий журнал», «Социальные и гуманитарные науки. Отечественная и зарубежная литература. Серия 7. Литературоведение», «Историческая экспертиза» и др.
В 2011—2014 годах главный редактор сборника материалов международных старорусских чтений «Достоевский и современность» Новгородского музея-заповедника. В 2019—2020 годах член редколлегии, с 2020 года первый заместитель главного редактора научного журнала «Достоевский и мировая культура. Филологический журнал» ИМЛИ РАН. С 2020 года член редакционно-экспертного совета научного журнала о цифровых медиа «Наука телевидения». С 2022 года член Комиссии по изучению творческого наследия Ф. М. Достоевского Научного совета «История мировой культуры» РАН.
Ряд его статей посвящен творчеству Н. М. Карамзина, И. А. Крылова, Антония Погорельского, Ф. И. Тютчева, Н. В. Гоголя, Аполлона Григорьева, Е. Н. Чирикова, В. И. Иванова, Г. Я. Бакланова, Б. Ш. Окуджавы, Василя Быкова, Юлия Даниэля, Т. Г. Щербины, В. О. Пелевина и др.
Его научные работы переводились на английский, итальянский и румынский языки.
Организатор ежегодной Международной научной конференции «Книга в книге», посвященной памяти выдающегося русского филолога Александра Викторовича Михайлова (1938—1995), ИМЛИ РАН (с 2023).
Финалист (участник короткого списка) Всероссийской премии имени Н. Г. Чернышевского в области научно-исследовательских, публицистических и журналистских работ (2024).
Сфера научных интересов: творчество Ф. М. Достоевского и русская литература XIX—XXI веков, история в русской литературе Нового времени, наполеоновский миф, российское масонство.

## Литературно-критическая деятельность
Ведёт блоги о науке, культуре и образовании в разных соцсетях. Член Научного совета Живого журнала в 2019—2020 годах.
В качестве литературного критика и эссеиста публиковался в журналах «Вопросы литературы», «Новый мир», «Знамя», «Звезда», «Вестник Европы», «Дружба народов», «Волга», «Тайные тропы»; сетевых изданиях «Горький», «Гефтер», «Континент», Colta.ru, «Лиterraтура», «Формаслов», «La Nuova Europa»; газетах «Учительская газета», «Новая газета» и др. В 2011—2014 годах участвовал в Форумах молодых писателей и литературных критиков России, стран СНГ и дальнего зарубежья, проводимых Фондом социально-экономических и интеллектуальных программ. Член жюри премии «Поэзия» (в 2019—2021). Эксперт литературной премии «НОС» («Новая словесность») (в 2020—2021).
Финалист (участник короткого списка) Всероссийской литературно-критической премии «Неистовый Виссарион» (2024).

## Награды и премии
- Премия журнала «Вопросы литературы» (2011) — за цикл статей о наполеоновской легенде в творчестве Ф. М. Достоевского[3];
- Независимая литературная премия «Дебют» (2015) — в номинации «эссеистика» за эссе «„Черная курица, или Подземные жители“ Антония Погорельского как повесть о масонской инициации»[3].
- Премия «Блог-пост. Лучший книжный блог года» (2019) — в номинации «Лучший книжный Stand-alone-блог».
- Премия Роспечати, Российского книжного союза и журнала «Книжная индустрия» «Ревизор» (2020) — в номинации «Блогер года»[11].
- Гуманитарная и книгоиздательская премия «Книжный червь» (2020) — в номинации «Urbi et orbi» «за верность просветительству, за старое вино книги в новых мехах современных медиа».
- Премия журнала «Знамя» (2023) — за рецензии и статьи, опубликованные в № 2, 5, 7, 8, 9, 10.

## Публикации

### Монографии
- Богословие Достоевского: коллективная монография / отв. ред. Т. А. Касаткина. — М.: ИМЛИ РАН, 2021. — 416 c. (в соавторстве с Т. А. Касаткиной, А. Г. Гачевой, Т. Г. Магарил-Ильяевой и К. Корбелла).
- Книги в книге. Роль и образ книги в романе Ф. М. Достоевского «Идиот» / отв. ред. Т. А. Касаткина. — М.: ИМЛИ РАН, 2024. — 392 с. (в соавторстве с Т. А. Касаткиной, Т. Г. Магарил-Ильяевой и К. Корбелла; 2-е изд. М.: ИМЛИ РАН, 2025).

### Избранные научные статьи
- Наполеоновский миф в романе «Идиот»: биография генерала Иволгина // Русская литература, 2009. — № 1. — С. 145—153.
- Голядкин в роли «русского Фоблаза» (Ф. М. Достоевский и Ж. Б. Луве де Кувре) // «Диалог. Карнавал. Хронотоп», 2009. № 2 (42). — С. 171—178.
- Суворовская легенда в творчестве Ф. М. Достоевского // «Вопросы литературы», 2012. — № 1. — С. 388—398.
- «Черная курица, или Подземные жители» Антония Погорельского как повесть о масонской инициации // «Вопросы литературы», 2012. — № 5. — С. 124—144.
- Наполеон и 1812 год в творчестве Ф. М. Достоевского // 1812 год и мировая литература / Отв. ред. В. И. Щербаков. — М.: ИМЛИ, 2013. — С. 319—364.
- «Лицо с экрана». В чём секрет популярности ток-шоу «вДудь»? // «Наука телевидения». — 2018. — № 14.3.
- Призраки «Белых ночей»: масон в паутине посмертия, майская утопленница и дух царя Соломона // Достоевский и мировая культура. Филологический журнал. — 2019. № 3 (7). — М.: ИМЛИ РАН, 2019. — С. 88—116.
- Легенда о Ротшильде как «Наполеоне финансового мира» в романе Ф. М. Достоевского «Идиот» // Достоевский и мировая культура. Филологический журнал. 2020. № 1 (9). С. 31—50.
- Масонское окружение Ф. М. Достоевского // Достоевский и мировая культура. Филологический журнал. 2021. № 3. С. 215—237.
- Религиозный аспект наполеоновского мифа в романе «Преступление и наказание»: образ «Наполеона-пророка» и мистические секты русских раскольников-почитателей Наполеона // Достоевский и мировая культура. Филологический журнал. 2022. № 2 (18). C. 89—143.
- Масонство в жизни и творчестве Аполлона Григорьева // Вестник Московского университета. Серия 9. Филология. 2022. № 6. С. 158—170.
- «Наполеоновский» Петербург и его отражение в романе Ф. М. Достоевского «Преступление и наказание» // Достоевский и мировая культура. Филологический журнал. 2022. № 4 (20). С. 71—135.
- Человек на войне: о трех ранних повестях Григория Бакланова 1957—1961 годов // Знамя, 2023. № 9. С. 108—114.
- Лакей Смердяков как почитатель Наполеона в романе Ф. М. Достоевского «Братья Карамазовы» // Новый мир. 2024. № 1 (1185). С. 172—183.
- Громадная тень корсиканского гения. Наполеоновский миф в романе Булата Окуджавы «Свидание с Бонапартом» // Дружба народов. 2024. № 5. С. 242—251.
- «Реабилитация» Ф. М. Достоевского в период оттепели // Новый мир. 2024. № 8 (1192). С. 162—176.
- История в жизни и творчестве Ф. М. Достоевского // Два века русской классики. 2024. Т. 6, № 3. С. 98—125.
- Богословие Ф. М. Достоевского в восприятии митрополита Антония Сурожского // Тайна присутствия: Бог в мире и человеке: IX Международная конференция по наследию митрополита Антония Сурожского 22-24 сентября 2023 г. Москва: Фонд «Духовное наследие митрополита Антония Сурожского», 2024. С. 116—149.
- История в творчестве Ф. М. Достоевского. Как исторические реалии создают в художественных произведениях дополнительный сюжет // Авторские теории творчества / под ред. Т. А. Касаткиной. М.: ИМЛИ РАН, 2025. С. 273—391.